# Hubert Saleur
 (avril 2023).
Si vous disposez d'ouvrages ou d'articles de référence ou si vous connaissez des sites web de qualité traitant du thème abordé ici, merci de compléter l'article en donnant les références utiles à sa vérifiabilité et en les liant à la section « Notes et références ».
 (avril 2023).
La mise en forme du texte ne suit pas les recommandations de Wikipédia : il faut le « wikifier ».
Les points d'amélioration suivants sont les cas les plus fréquents. Le détail des points à revoir est peut-être précisé sur la page de discussion.
- Les titres sont pré-formatés par le logiciel. Ils ne sont ni en capitales, ni en gras.
- Le texte ne doit pas être écrit en capitales (les noms de famille non plus), ni en gras, ni en italique, ni en « petit »…
- Le gras n'est utilisé que pour surligner le titre de l'article dans l'introduction, une seule fois.
- L'italique est rarement utilisé : mots en langue étrangère, titres d'œuvres, noms de bateaux, etc.
- Les citations ne sont pas en italique mais en corps de texte normal. Elles sont entourées par des guillemets français : « et ».
- Les listes à puces sont à éviter, des paragraphes rédigés étant largement préférés. Les tableaux sont à réserver à la présentation de données structurées (résultats, etc.).
- Les appels de note de bas de page (petits chiffres en exposant, introduits par l'outil «  Source ») sont à placer entre la fin de phrase et le point final[comme ça].
- Les liens internes (vers d'autres articles de Wikipédia) sont à choisir avec parcimonie. Créez des liens vers des articles approfondissant le sujet. Les termes génériques sans rapport avec le sujet sont à éviter, ainsi que les répétitions de liens vers un même terme.
- Les liens externes sont à placer uniquement dans une section « Liens externes », à la fin de l'article. Ces liens sont à choisir avec parcimonie suivant les règles définies. Si un lien sert de source à l'article, son insertion dans le texte est à faire par les notes de bas de page.
- La présentation des références doit suivre les conventions bibliographiques. Il est recommandé d'utiliser les modèles {{Ouvrage}}, {{Chapitre}}, {{Article}}, {{Lien web}} et/ou {{Bibliographie}}. Le mode d'édition visuel peut mettre en forme automatiquement les références.
- Insérer une infobox (cadre d'informations à droite) n'est pas obligatoire pour parachever la mise en page.

Pour une aide détaillée, merci de consulter Aide:Wikification.
Si vous pensez que ces points ont été résolus, vous pouvez retirer ce bandeau et améliorer la mise en forme d'un autre article.
Hubert Saleur, né le 28 décembre 1960 à Aix-en-Provence, est un physicien théoricien français.

## Biographie
Hubert Saleur étudie à l'École normale supérieure de Saint-Cloud de 1980 à 1985[réf. nécessaire] et soutient son doctorat à l'université Paris VI en 1987. En tant que chercheur CNRS, il mène ses recherches à l'Institut de physique théorique de Saclay jusqu'en 1990. En 1991, il devient professeur adjoint puis, en 1992, professeur associé à l'université Yale avant de devenir professeur associé en 1993 à l'université de Californie du Sud (USC), où il est promu professeur en 1996. De 1999 à 2002, il est membre du Center for Theoretical Physics de l'USC et de Caltech. Il est chercheur CEA à l'Institut de physique théorique de Saclay depuis 2004.
Hubert Saleur s'intéresse à la théorie quantique des champs en basse dimension (théories des champs conformes notamment) et à la mécanique statistique avec des applications en physique du solide (effet Hall quantique[Lequel ?], liquides de Luttinger, points quantiques, systèmes intégrables et Ansatz de Bethe (en), transport hors équilibre dans les nanostructures, transitions de phase dans les systèmes électroniques désordonnés). Il s'intéresse également à la géophysique (tremblements de terre). En 1987, il parvient avec Bertrand Duplantier à déterminer avec précision les exposants critiques de la percolation en deux dimensions et la dimension fractale du bord de l'amas de percolation infini par imagerie sur un gaz de Coulomb (en). En 2017, il démontre la conservation topologique de la cohérence dans les systèmes dissipatifs de la mécanique quantique et, dans les années 2000, il étudie les transitions de phase et l'entropie d'intrication quantique dans les systèmes solides désordonnés de la mécanique quantique.
Saleur a beaucoup travaillé avec Jesper Jacobsen (eo), qui est lauréat du prix Paul-Langevin.
En 1987, il reçoit le Prix Paul Doistau-Émile Blutet de l'Académie des sciences avec Bertrand Duplantier. En 1991, il est Packard Fellow et en 1993, il a reçu un National Young Investigator Award de la Fondation nationale pour la science américaine. En 2001, il reçoit un prix Humboldt pour la recherche. En 2011, il reçoit la médaille d'argent du CNRS. En 2019, il reçoit le prix Jean-Ricardde la Société française de physique. En 2015, il est lauréat d'une ERC Advanced Grant.
Outre sa nationalité française, il est un citoyen américain.

## Publications notables
- Avec B. Duplantier: Exact determination of the percolation hull exponent in two dimensions, Phys. Rev. Lett., Band 58, 1987, S. 2325
- Avec B. Duplantier: Exact tricritical exponents for polymers at the FTHETA point in two dimensions, Phys. Rev. Lett., Band 59, 1987, S. 539
- Avec P. Di Francesco, J. B. Zuber: Relations between the Coulomb gas picture and conformal invariance of two-dimensional critical models, Journal of Statistical Physics, Band 49, 1987, S. 57–79
- Avec B. Duplantier: Exact critical properties of two-dimensional dense self-avoiding walks, Nucl. Phys. B, Band 290, 1987, S. 291–326
- Avec Claude Itzykson, Jean-Bernard Zuber (Eds.): Conformal invariance and applications to statistical mechanics, World Scientific 1988
- Avec V. Pasquier: Common structures between finite systems and conformal field theories through quantum groups, Nucl. Phys. B, Band 330, 1990, S. 523–556
- Polymers and percolation in two dimensions and twisted N= 2 supersymmetry, Nucl. Phys. B, Band 382, 1992, S. 486–531
- Avec L.Rozansky: Quantum field theory for the multi-variable Alexander-Conway polynomial, Nucl. Phys. B, Band 376, 1992, S. 461–509
- Avec P. Fendley, A. W. W. Ludwig: Exact conductance through point contacts in the ν= 1/3 fractional quantum Hall effect, Phys. Rev. Lett., Band 74, 1995, S. 3005
- Avec P. Fendley, A. W. W. Ludwig: Exact nonequilibrium dc shot noise in Luttinger liquids and fractional quantum Hall devices, Phys. Rev. Lett., Band 75, 1995, S. 2196
- Avec P. Fendley, A. W. W. Ludwig: Exact nonequilibrium transport through point contacts in quantum wires and fractional quantum Hall devices, Phys. Rev. B, Band 52, 1995, S. 8934
- Avec A. LeClair, G. Mussardo, S. Skorik: Boundary energy and boundary states in integrable quantum field theories, Nucl. Phys. B, Band 453, 1995, S. 581–618, Arxiv
- Avec C. G. Sammis, D. Sornette: Discrete scale invariance, complex fractal dimensions, and log‐periodic fluctuations in seismicity, Journal of Geophysical Research, Band 101, 1996, S. 17661–17677
- Avec Y. Huang, C. Sammis, D. Sornette; Precursors, aftershocks, criticality and self-organized criticality, Europhysics Letters, Band 41, 1998, S. 43
- Avec N. Read: Exact spectra of conformal supersymmetric nonlinear sigma models in two dimensions, Nucl. Phys. B, Band 613, 2001, S. 409–444
- Avec E. Boulat, P. Schavecteckert: Twofold advance in the theoretical understanding of far-from-equilibrium properties of interacting nanostructures, Phys. Rev. Lett., Band 101, 2008, S. 140601